# Fallingwater

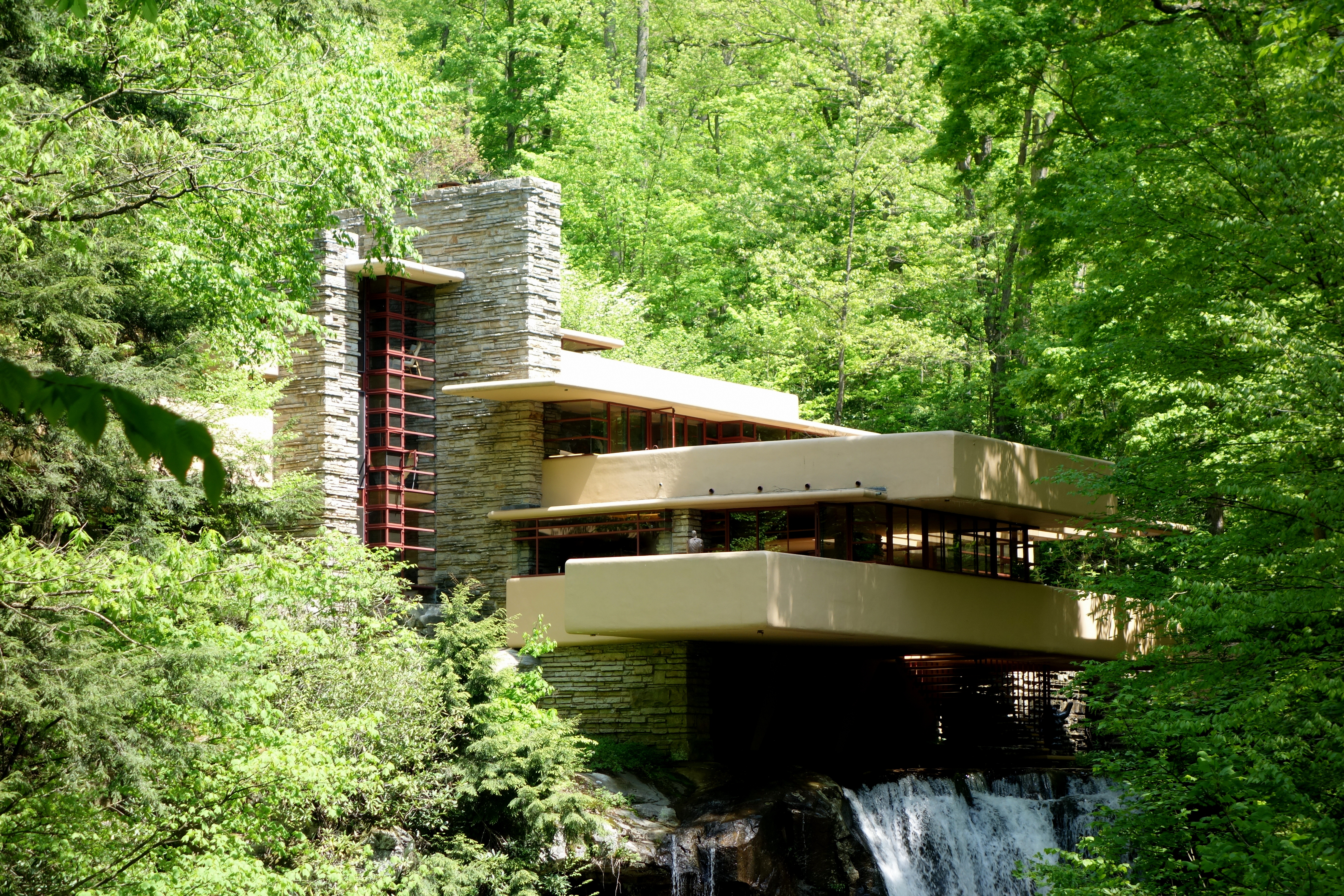
Fallingwater

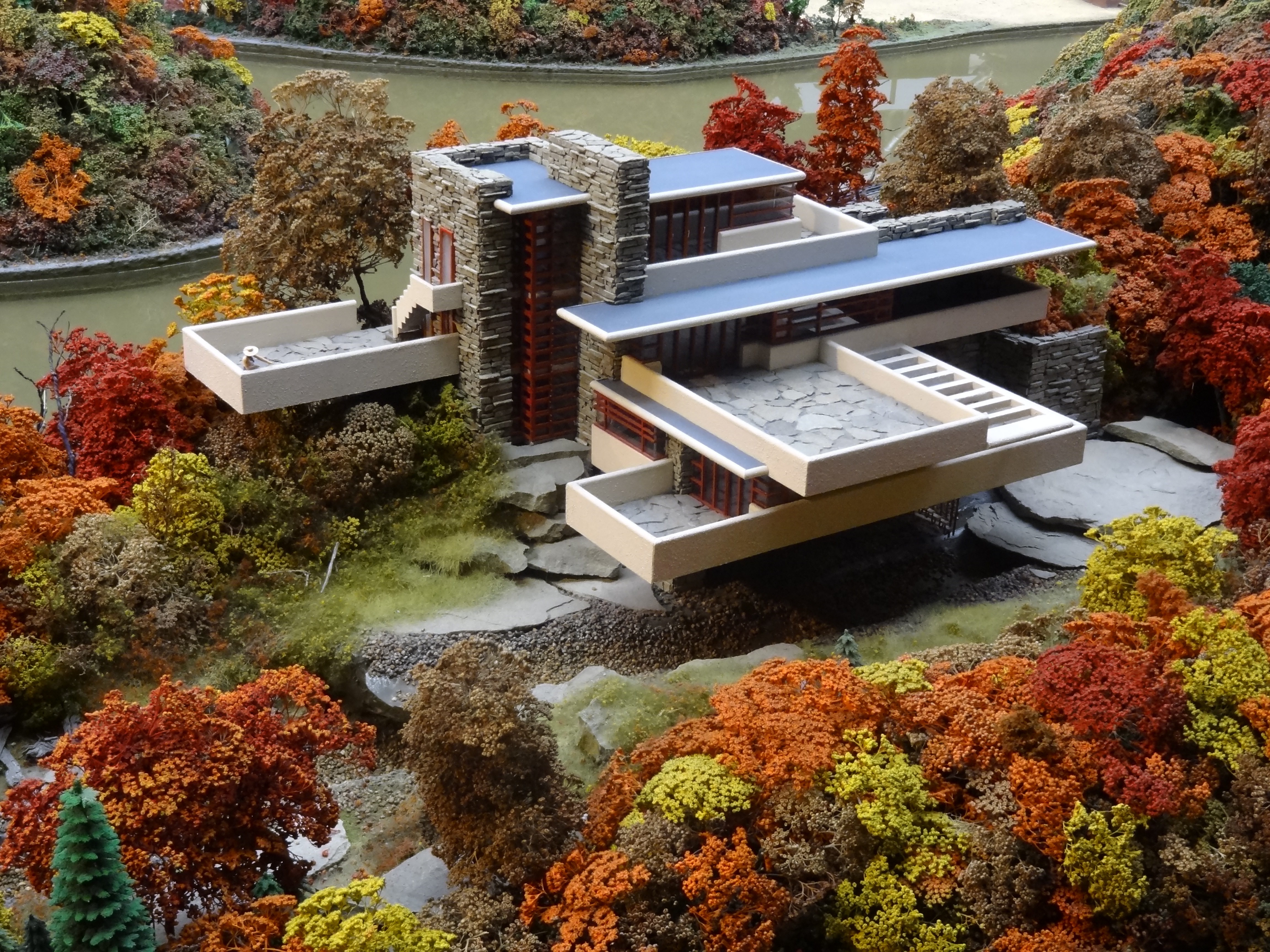
Architekturmodell

Fallingwater, ursprünglich genannt Kaufmann-Haus nach seinem Besitzer und Auftraggeber Edgar J. Kaufmann, einem Warenhausbesitzer aus Pittsburgh, ist eines der berühmtesten Privathäuser des US-amerikanischen Architekten Frank Lloyd Wright.
Es wurde zwischen 1935 und 1939 erbaut und gehört zu den bekanntesten Gebäuden in den Vereinigten Staaten. Neben der Villa Tugendhat, der Villa Savoye und dem Haus Schminke gehört es zu den wichtigsten Vertretern von Wohnhäusern der Moderne. Seit 2019 gehört es mit sieben weiteren Gebäuden von Frank Lloyd Wright zum UNESCO-Welterbe.

## Lage
Fallingwater befindet sich ungefähr 80 Kilometer südöstlich von Pittsburgh im Südwesten des Bundesstaats Pennsylvania in dem in den Allegheny Mountains gelegenen Tal des Youghiogheny River.
Wenige Kilometer entfernt liegt im Ort Uniontown das ebenfalls von Frank Lloyd Wright entworfene Privathaus Kentuck Knob.

## Geschichte
Die Familie des Herrenkonfektionshändlers Kaufmann besaß etwas Land mit einigen Blockhütten neben einem kleinen Wasserfall. Als die Hütten so stark verfallen waren, dass an einen Neubau gedacht werden musste, nahm Edgar J. Kaufmann Kontakt mit Frank Lloyd Wright auf. Der Bauherr wünschte sich ein Gebäude mit Ausblick auf den Wasserfall.
Nach einer genauen Vermessung des Bauplatzes, die auch alle Bäume und zutage tretenden Felsen einbezog, schlug Wright jedoch vor, das Gebäude über dem Wasserfall zu errichten.
Nachdem er das Grundstück gesehen hatte, sagte Wright zu seinem Auftraggeber:

„Vor meinem geistigen Auge hat Ihr Haus schon Gestalt angenommen – ganz im Einklang mit der Musik des Bachs.“

Das Ergebnis überraschte jedoch sowohl Kaufmann als auch das Architekturestablishment. Wright sagte zu Kaufmann:

„Ich möchte, dass Sie mit dem Wasserfall leben, nicht, dass Sie ihn bloß anschauen. Er soll Bestandteil Ihres Lebens werden.“

Der Bau des Haupthauses dauerte von 1935 bis 1937, weitere Arbeiten zogen sich bis 1939 hin. Zwischen 1937 und 1963 nutzte die Familie Kaufmann das Haus als Wochenend- und Feriendomizil.
Das Gebäude befindet sich im Besitz der Western Pennsylvania Conservancy und wurde 1964 als Museum für die Öffentlichkeit zugänglich gemacht. Die Architekturikone verzeichnete seither rund vier Millionen Besucher. Fallingwater hat seit Mai 1966 den Status eines National Historic Landmarks und ist seit Juli 1974 im National Register of Historic Places als Gebäude eingetragen.

## Architektur

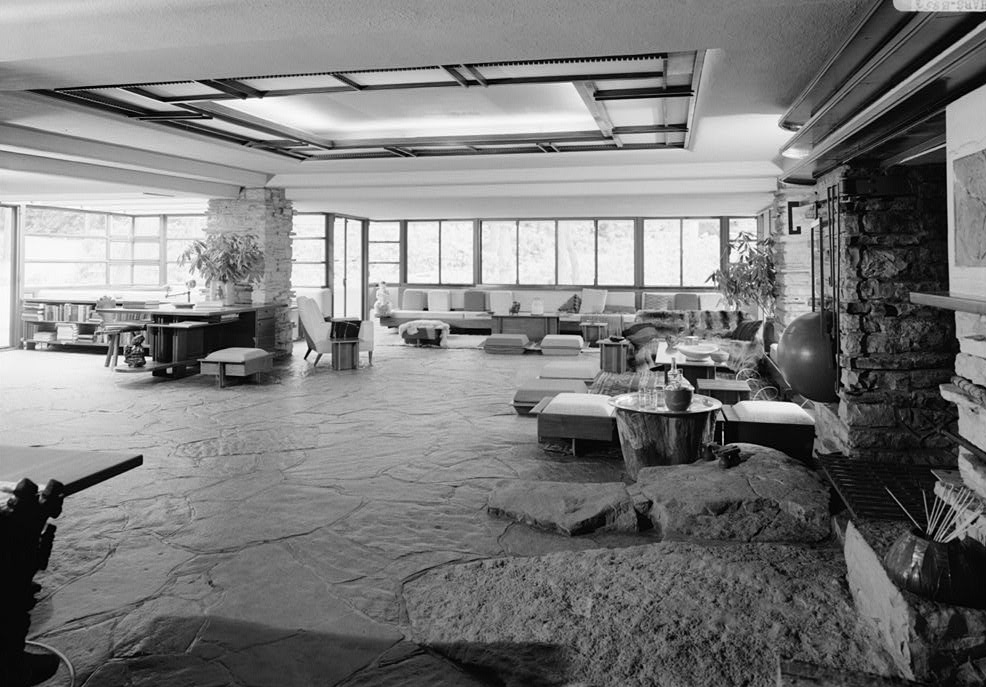
Wohnzimmer von der Küche aus gesehen

Bei diesem Gebäude übernahm Wright die Formensprache des Internationalen Stils, die bis dahin eher in sachlichen öffentlichen Bauten Verwendung fand, und passte sie an die Bedürfnisse eines inmitten der Natur gelegenen privaten Wohnhauses an. Das Ergebnis ist ein besonders gelungenes Beispiel organischer Architektur: Das Haus befindet sich über einem Wasserfall, die Feuerstelle im Wohnraum besteht aus Felsen, die auf dem Grundstück gefunden wurden; einige Felsblöcke wurden an Ort und Stelle belassen, so dass sie leicht aus dem Fußboden herausragen. Ursprünglich wollte Wright diese Felsen auf das Niveau des Bodenbelags abtragen lassen; da hier aber einer der Lieblingsplätze der Kaufmanns zum Sonnenbaden gewesen war, bestand der Bauherr darauf, die Steine unversehrt zu integrieren. Die Steinfußböden sind gewachst, während der Boden der Feuerstelle unbehandelt gelassen wurde, was den Eindruck trockener Felsen erzeugt, die aus einem Bach herausragen.
Der kleine Fluss, den man überall im Gebäude hören kann, die direkte Umgebung, die Wände aus Stein, der am Ort gewonnen wurde und die freitragenden Terrassen harmonieren miteinander und setzen so Wrights Absicht um, „organischere“ Gebäude zu errichten, die besser in ihr natürliches Umfeld integriert sind. Der Entwurf betont durch breite Fensterflächen und umlaufende Balkone die Nähe zur Natur. Obwohl der Wasserfall im Gebäude zu hören ist, kann man ihn nur sehen, wenn man nach außen tritt. Hierzu wurde eine Treppe angelegt, die vom Wohnzimmer nach unten bis zum Niveau des Gewässers führt.
Die komplexe horizontale Schichtung des Baukörpers wird durch die hellen Betonbrüstungen der Terrassen und überkragenden Dächer betont, die sich um einen zentralen Kubus aus Naturstein gruppieren, der jedoch immer wieder unterbrochen und gegliedert wird. Der Haupteingang des Gebäudes, der jedoch von Wright nicht eindeutig als solcher bezeichnet worden war, befindet sich relativ klein und unscheinbar in einer Ecke. Die vom Architekten vorgesehene Schauseite liegt dem Eingang gegenüber und ist diejenige, die auch auf den bekannten Fotos gezeigt wird: flussaufwärts gesehen, mit dem Wasserfall im Vordergrund.
Am Hang über dem Hauptgebäude und mit diesem durch eine überdachte Treppe verbunden, befindet sich ein Gästehaus mit Garage und einer Wohnung für Bedienstete, das mit derselben Qualität der Baumaterialien und der gleichen Liebe zum Detail errichtet wurde.

### Baustatische Probleme

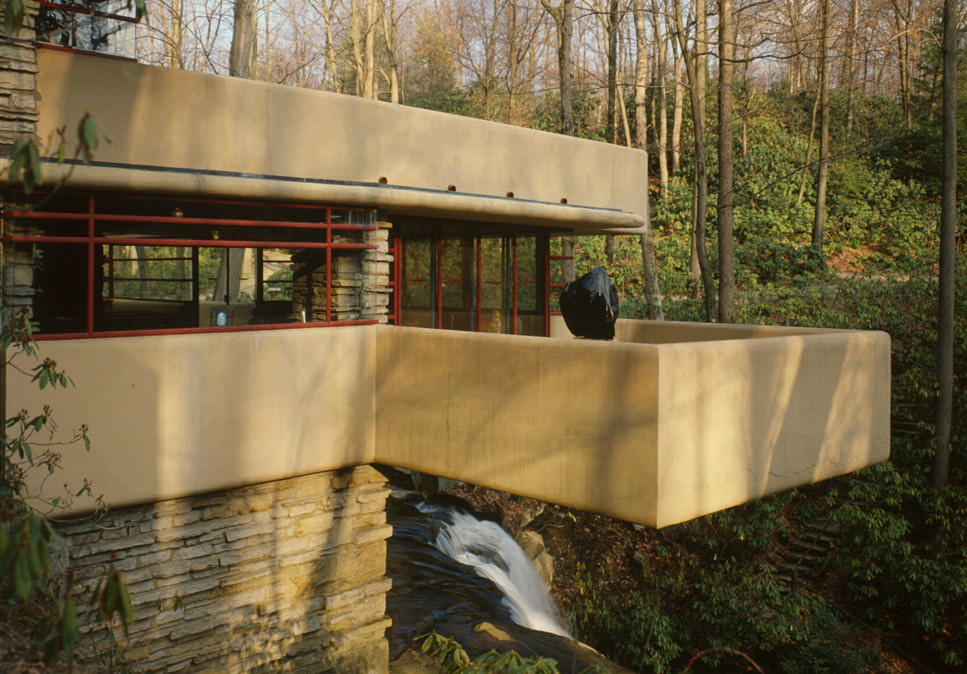
Freitragender Balkon

Der Baukörper von Fallingwater weist eine Anzahl auskragender Balkone aus Stahlbeton auf, die von Anfang an Probleme verursachten. Vor allem bei den Balkonen vor dem Wohnraum und im ersten Geschoss fielen noch während der Bauzeit deutliche Absenkungen auf. Nachforschungen aus Anlass der im Jahre 2002 vollendeten Restaurierungsarbeiten ergaben, dass die ursprünglichen statischen Berechnungen unzureichend und im Ergebnis die Bewehrung so stark unterdimensioniert war, dass die Balkone noch nicht einmal ihr eigenes Gewicht hätten tragen können. Der Bauunternehmer, selbst Ingenieur, empfahl nach eigenen Berechnungen, die Bewehrung zu verstärken. Der Vorschlag wurde jedoch von Wright zurückgewiesen und Kaufmann folgte seinem Rat. Trotzdem verdoppelte der Bauunternehmer im Stillen die Menge an Bewehrungsstahl, was zwar immer noch nicht genügte, wahrscheinlich aber den Bau vor dem Einsturz bewahrte. Bei der Restaurierung im Jahr 2002 wurden temporäre Stützen eingezogen und nach dem punktuellen Entfernen des Bodens der Bewehrungsstahl und Spannbeton verstärkt.
Angesichts des feuchten Umfeldes direkt über ständig fließendem Wasser hatte das Haus auch Probleme mit Schimmelbefall, dieser soll in zukünftigen Restaurierungsprojekten behoben werden.

## Trivia
Der Spielwarenhersteller Lego hat Fallingwater neben anderen Architekturikonen wie der Villa Savoye oder dem Farnsworth House im Rahmen seiner „Architecture“-Reihe als 815-teiliges Modell kreiert.
Der Klemmbausteinhersteller Wange hat Fallingwater, neben anderen weltweiten Bauwerken, als Architekturmodell mit 1.220 Teilen kreiert.
In der Romantrilogie Arc of a Scythe lebt Scythe Curie in Fallingwater.